# Schwarzensee (Berchtesgadener Land)

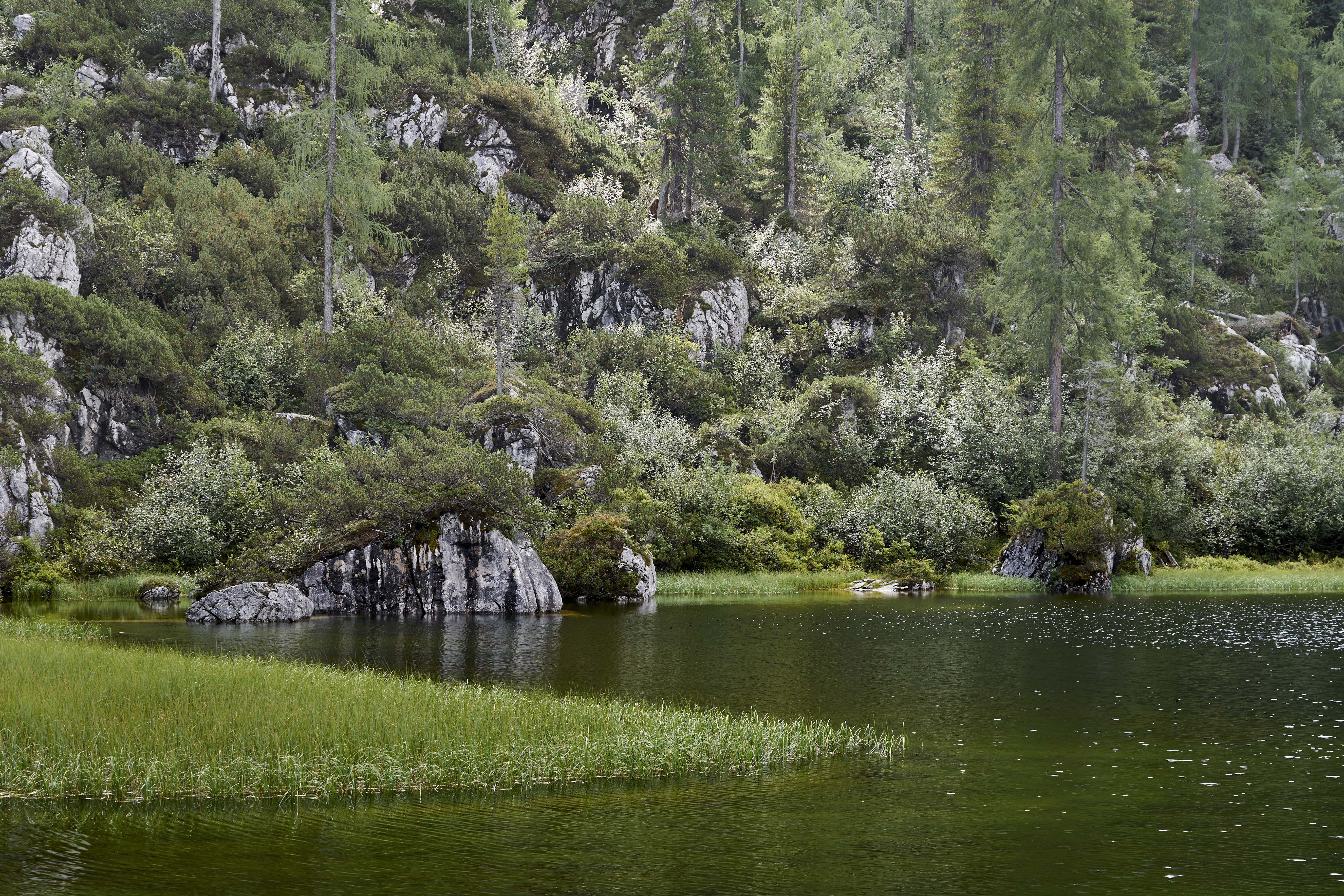
Der Schwarzensee

Der Schwarzensee (auch Schwarzsee) ist ein kleiner Karstsee in den Berchtesgadener Alpen. Er befindet sich in der bayerischen Gemeinde Schönau am Königssee oberhalb des Königssees auf einer Höhe von 1568 m, 490 m südwestlich der verfallenen Halsalm und 1460 m südwestlich des Obersees. Seine Fläche beträgt 5500 Quadratmeter und der Umfang rund 340 Meter. Er befindet sich am Steig von der Wasseralm über das Halsköpfl zum Kärlingerhaus.
Der Schwarzensee ist ein Blindsee und entwässert unterirdisch zum Königssee, wobei das Wasser etwa 20 Stunden benötigt.
Weitere Karstseen in der Nähe – und damit nicht weit von der salzburgischen Grenze – sind Funtensee und Grünsee.